# George M. Randall
George Morton Randall (1841-1918): General estadounidense. Nació el 8 de octubre de 1841 en Conneaut (Ohio) y se alistó como recluta en 1861. Sirvió en Nueva York, Washington y en el campo del ejército en Potomac. Fue nombrado capitán y luego teniente coronel por sus actuaciones en la Batalla de Antietam y posteriormente coronel por su actuación en el ataque al fuerte Stedman. Luego de combatir contra los indios en la frontera suroeste de Estados Unidos, sirvió en el Gran Cañón y participó en numerosas expediciones en contra de los indios en la zona de las Rocosas. Luego fue destinado a Nueva York y Knoxville, para luego ser encargado de tomar el control militar de Alaska, antes de pasar a comandar el departamento de Luzón (Filipinas) entre 1903 y 1905. Se retiró el 8 de octubre de 1905 a los 64 años de edad y falleció el 14 de junio de 1918 en Denver (Colorado).
- Datos: Q5542653